# NBA All-Star Game
NBA All-Star Game (pol. Mecz gwiazd National Basketball Association), inaczej ASG, All-Stars – towarzyski mecz koszykarski rozgrywany ostatniego dnia Weekendu Gwiazd NBA, pomiędzy reprezentantami konferencji wschodniej i konferencji zachodniej. Pierwsze piątki obu zespołów wybierane są przez kibiców, podczas internetowego głosowania, graczy, a także przedstawicieli mediów (waga głosów to odpowiednio 50, 25 i 25%), zaś zawodników rezerwowych wybierają trenerzy danej drużyny. Nie mogą oni jednak głosować na graczy trenowanych przez siebie na co dzień zespołów.
Od 2018 roku liderzy głosowania w poszczególnych konferencjach zostają kapitanami i tworzą swoje drużyny z puli graczy wybranych do meczu gwiazd, niezależnie od konferencji.
Co roku trenerami obu zespołów muszą być inne osoby niż przed rokiem. Trenerzy poszczególnych konferencji są wyłaniani na podstawie najlepszego bilansu w danej konferencji, uzyskanego tuż przed meczem gwiazd. Jeśli, któryś z trenerów uzyskał po raz drugi rok z rzędu najlepszy bilans w swojej konferencji, nie może zostać trenerem drużyny gwiazd, a jego miejsce zajmuje kolejny w rankingu.
Od 2020 roku mecz jest rozgrywany na zmodyfikowanych zasadach: pierwsze trzy kwarty są punktowane niezależnie od siebie (punkty są zerowane), a po ich zakończeniu ustalany jest „wynik docelowy”; obecnie jest to wynik drużyny prowadzącej po trzech kwartach plus 24. Czwarta kwarta jest rozgrywana bez zegara (z wyjątkiem zegara 24 sekund), a mecz wygrywa zespół, który jako pierwszy osiągnie wynik docelowy.
Po zakończeniu spotkania przyznawana jest nagroda dla najbardziej wartościowego zawodnika tegoż spotkania. W całej historii rozgrywek prowadzą zawodnicy ze wschodu, bilansem 37-29. Rekordzistą w liczbie rozegranych meczów gwiazd jest Kareem Abdul-Jabbar, z wynikiem 18 spotkań.
Najwięcej tytułów MVP spotkania mają na swoim koncie (stan na listopad 2016 – 4) Bob Pettit (1956, 1958, 1959, 1962) i Kobe Bryant (2002, 2007, 2009, 2011), natomiast najwięcej z rzędu Pettit (1958, 1959) oraz Russell Westbrook (2015, 2016). Trzykrotnie statuetkę otrzymywali: Oscar Robertson, Michael Jordan, Shaquille O’Neal i LeBron James, dwukrotnie: Bob Cousy, Julius Erving, Isiah Thomas, Magic Johnson, Karl Malone, Allen Iverson i Russell Westbrook.
Pierwszy mecz gwiazd został rozegrany 2 marca 1951 w Bostonie w hali Boston Garden.

## Historia meczów gwiazd
| Zachód (29 zwycięstw) | Wschód (38 zwycięstw) |

| Lp. | Rok  | Miasto                                                                                                  | Gospodarz                                                                                               | Arena                                                                                                   | Wyniki | MVP |
| --- | ---- | --- | --- | --- | --- | --- |
| 1   | 1951 | Boston                                                                                                  | Celtics                                                                                                 | Boston Garden                                                                                           | Zachód – Wschód 94:111 | Ed Macauley Boston Celtics                                                                              |
| 2   | 1952 | Boston                                                                                                  | Celtics                                                                                                 | Boston Garden                                                                                           | Zachód – Wschód 91:108 | Paul Arizin Philadelphia Warriors                                                                       |
| 3   | 1953 | Fort Wayne                                                                                              | Pistons                                                                                                 | Allen County War Memorial Coliseum                                                                      | Zachód – Wschód 79:75 | George Mikan Minneapolis Lakers                                                                         |
| 4   | 1954 | Nowy Jork                                                                                               | Knicks                                                                                                  | Madison Square Garden                                                                                   | Zachód – Wschód 93:98 (OT) | Bob Cousy Boston Celtics                                                                                |
| 5   | 1955 | Nowy Jork                                                                                               | Knicks                                                                                                  | Madison Square Garden                                                                                   | Zachód – Wschód 91:100 | Bill Sharman Boston Celtics                                                                             |
| 6   | 1956 | Rochester                                                                                               | Royals                                                                                                  | Rochester War Memorial Coliseum                                                                         | Zachód – Wschód 108:94 | Bob Pettit Saint Louis Hawks                                                                            |
| 7   | 1957 | Boston                                                                                                  | Celtics                                                                                                 | Boston Garden                                                                                           | Zachód – Wschód 97:109 | Bob Cousy Boston Celtics                                                                                |
| 8   | 1958 | Saint Louis                                                                                             | Hawks                                                                                                   | St. Louis Arena                                                                                         | Zachód – Wschód 118:130 | Bob Pettit Saint Louis Hawks                                                                            |
| 9   | 1959 | Detroit                                                                                                 | Pistons                                                                                                 | Olympia Stadium                                                                                         | Zachód – Wschód 124:108 | Elgin Baylor Minneapolis Lakers Bob Pettit Saint Louis Hawks                                            |
| 10  | 1960 | Filadelfia                                                                                              | Warriors                                                                                                | Convention Hall                                                                                         | Zachód – Wschód 115:125 | Wilt Chamberlain Philadelphia Warriors                                                                  |
| 11  | 1961 | Syracuse                                                                                                | Nationals                                                                                               | Onondaga County War Memorial Coliseum                                                                   | Zachód – Wschód 153:131 | Oscar Robertson Cincinnati Royals                                                                       |
| 12  | 1962 | Saint Louis                                                                                             | Hawks                                                                                                   | St. Louis Arena                                                                                         | Zachód – Wschód 150:130 | Bob Pettit Saint Louis Hawks                                                                            |
| 13  | 1963 | Los Angeles                                                                                             | Lakers                                                                                                  | Los Angeles Memorial Sports Arena                                                                       | Zachód – Wschód 108:115 | Bill Russell Boston Celtics                                                                             |
| 14  | 1964 | Boston                                                                                                  | Celtics                                                                                                 | Boston Garden                                                                                           | Zachód – Wschód 107:111 | Oscar Robertson Cincinnati Royals                                                                       |
| 15  | 1965 | Saint Louis                                                                                             | Hawks                                                                                                   | St. Louis Arena                                                                                         | Zachód – Wschód 123:124 | Jerry Lucas Cincinnati Royals                                                                           |
| 16  | 1966 | Cincinnati                                                                                              | Royals                                                                                                  | Cincinnati Gardens                                                                                      | Zachód – Wschód 94:137 | Adrian Smith Cincinnati Royals                                                                          |
| 17  | 1967 | Daly City                                                                                               | Warriors                                                                                                | Cow Palace                                                                                              | Zachód – Wschód 135:120 | Rick Barry San Francisco Warriors                                                                       |
| 18  | 1968 | Nowy Jork                                                                                               | Knicks                                                                                                  | Madison Square Garden                                                                                   | Zachód – Wschód 124:144 | Hal Greer Philadelphia 76ers                                                                            |
| 19  | 1969 | Baltimore                                                                                               | Bullets                                                                                                 | Baltimore Civic Center                                                                                  | Zachód – Wschód 112:123 | Oscar Robertson Cincinnati Royals                                                                       |
| 20  | 1970 | Filadelfia                                                                                              | 76ers                                                                                                   | The Spectrum                                                                                            | Zachód – Wschód 135:142 | Willis Reed New York Knicks                                                                             |
| 21  | 1971 | San Diego                                                                                               | Rockets                                                                                                 | San Diego Sports Arena                                                                                  | Zachód – Wschód 108:107 | Lenny Wilkens Seattle SuperSonics                                                                       |
| 22  | 1972 | Inglewood                                                                                               | Lakers                                                                                                  | Kia Forum                                                                                               | Zachód – Wschód 112:110 | Jerry West Los Angeles Lakers                                                                           |
| 23  | 1973 | Chicago                                                                                                 | Bulls                                                                                                   | Chicago Stadium                                                                                         | Zachód – Wschód 84:104 | Dave Cowens Boston Celtics                                                                              |
| 24  | 1974 | Seattle                                                                                                 | SuperSonics                                                                                             | Seattle Center Coliseum                                                                                 | Zachód – Wschód 134:123 | Bob Lanier Detroit Pistons                                                                              |
| 25  | 1975 | Phoenix                                                                                                 | Suns | Arizona Veterans Memorial Coliseum                                                                      | Zachód – Wschód 102:108 | Walt Frazier New York Knicks                                                                            |
| 26  | 1976 | Filadelfia                                                                                              | 76ers                                                                                                   | The Spectrum                                                                                            | Zachód – Wschód 109:123 | Dave Bing Washington Bullets                                                                            |
| 27  | 1977 | Milwaukee                                                                                               | Bucks                                                                                                   | Milwaukee Arena                                                                                         | Zachód – Wschód 125:124 | Julius Erving Philadelphia 76ers                                                                        |
| 28  | 1978 | Atlanta                                                                                                 | Hawks                                                                                                   | Omni Coliseum                                                                                           | Zachód – Wschód 125:133 | Randy Smith Buffalo Braves                                                                              |
| 29  | 1979 | Pontiac                                                                                                 | Pistons                                                                                                 | Pontiac Silverdome                                                                                      | Zachód – Wschód 134:129 | David Thompson Denver Nuggets                                                                           |
| 30  | 1980 | Landover                                                                                                | Bullets                                                                                                 | Capital Centre                                                                                          | Zachód – Wschód 136:144 (OT) | George Gervin San Antonio Spurs                                                                         |
| 31  | 1981 | Richfield                                                                                               | Cavaliers                                                                                               | Richfield Coliseum                                                                                      | Zachód – Wschód 120:123 | Nate Archibald Boston Celtics                                                                           |
| 32  | 1982 | East Rutherford                                                                                         | Nets | Brendan Byrne Arena                                                                                     | Zachód – Wschód 118:120 | Larry Bird Boston Celtics                                                                               |
| 33  | 1983 | Inglewood                                                                                               | Lakers                                                                                                  | Kia Forum                                                                                               | Zachód – Wschód 123:132 | Julius Erving Philadelphia 76ers                                                                        |
| 34  | 1984 | Denver                                                                                                  | Nuggets                                                                                                 | McNichols Sports Arena                                                                                  | Zachód – Wschód 145:154 (OT) | Isiah Thomas Detroit Pistons                                                                            |
| 35  | 1985 | Indianapolis                                                                                            | Pacers                                                                                                  | Hoosier Dome                                                                                            | Zachód – Wschód 140:129 | Ralph Sampson Houston Rockets                                                                           |
| 36  | 1986 | Dallas                                                                                                  | Mavericks                                                                                               | Reunion Arena                                                                                           | Zachód – Wschód 132:139 | Isiah Thomas Detroit Pistons                                                                            |
| 37  | 1987 | Seattle                                                                                                 | SuperSonics                                                                                             | Kingdome                                                                                                | Zachód – Wschód 154:149 (OT) | Tom Chambers Seattle SuperSonics                                                                        |
| 38  | 1988 | Chicago                                                                                                 | Bulls                                                                                                   | Chicago Stadium                                                                                         | Zachód – Wschód 133:138 | Michael Jordan Chicago Bulls                                                                            |
| 39  | 1989 | Houston                                                                                                 | Rockets                                                                                                 | Astrodome                                                                                               | Zachód – Wschód 143:134 | Karl Malone Utah Jazz                                                                                   |
| 40  | 1990 | Miami                                                                                                   | Heat | Miami Arena                                                                                             | Zachód – Wschód 113:130 | Magic Johnson Los Angeles Lakers                                                                        |
| 41  | 1991 | Charlotte                                                                                               | Hornets                                                                                                 | Charlotte Coliseum                                                                                      | Zachód – Wschód 114:116 | Charles Barkley Philadelphia 76ers                                                                      |
| 42  | 1992 | Orlando                                                                                                 | Magic                                                                                                   | Orlando Arena                                                                                           | Zachód – Wschód 153:113 | Magic Johnson Los Angeles Lakers                                                                        |
| 43  | 1993 | Salt Lake City                                                                                          | Jazz | Delta Center                                                                                            | Zachód – Wschód 135:132 (OT) | Karl Malone Utah Jazz John Stockton Utah Jazz                                                           |
| 44  | 1994 | Minneapolis                                                                                             | Timberwolves                                                                                            | Target Center                                                                                           | Zachód – Wschód 118:127 | Scottie Pippen Chicago Bulls                                                                            |
| 45  | 1995 | Phoenix                                                                                                 | Suns | America West Arena                                                                                      | Zachód – Wschód 139:112 | Mitch Richmond Sacramento Kings                                                                         |
| 46  | 1996 | San Antonio                                                                                             | Spurs                                                                                                   | Alamodome                                                                                               | Zachód – Wschód 118:129 | Michael Jordan Chicago Bulls                                                                            |
| 47  | 1997 | Cleveland                                                                                               | Cavaliers                                                                                               | Gund Arena                                                                                              | Zachód – Wschód 120:132 | Glen Rice Charlotte Hornets                                                                             |
| 48  | 1998 | Nowy Jork                                                                                               | Knicks                                                                                                  | Madison Square Garden                                                                                   | Zachód – Wschód 114:135 | Michael Jordan Chicago Bulls                                                                            |
|     | 1999 | Nie rozegrano z powodu lokautu. Zawody miały zostać rozegrane w Filadelfii (Arena: First Union Center). | Nie rozegrano z powodu lokautu. Zawody miały zostać rozegrane w Filadelfii (Arena: First Union Center). | Nie rozegrano z powodu lokautu. Zawody miały zostać rozegrane w Filadelfii (Arena: First Union Center). | Nie rozegrano z powodu lokautu. Zawody miały zostać rozegrane w Filadelfii (Arena: First Union Center).                                                 | Nie rozegrano z powodu lokautu. Zawody miały zostać rozegrane w Filadelfii (Arena: First Union Center). |
| 49  | 2000 | Oakland                                                                                                 | Warriors                                                                                                | The Arena in Oakland                                                                                    | Zachód – Wschód 137:126 | Tim Duncan San Antonio Spurs Shaquille O’Neal Los Angeles Lakers                                        |
| 50  | 2001 | Waszyngton                                                                                              | Wizards                                                                                                 | MCI Center                                                                                              | Zachód – Wschód 110:111 | Allen Iverson Philadelphia 76ers                                                                        |
| 51  | 2002 | Filadelfia                                                                                              | 76ers                                                                                                   | First Union Center                                                                                      | Zachód – Wschód 135:120 | Kobe Bryant Los Angeles Lakers                                                                          |
| 52  | 2003 | Atlanta                                                                                                 | Hawks                                                                                                   | Philips Arena                                                                                           | Zachód – Wschód 155:145 (2OT) | Kevin Garnett Minnesota Timberwolves                                                                    |
| 53  | 2004 | Los Angeles                                                                                             | Lakers, Clippers                                                                                        | Staples Center                                                                                          | Zachód – Wschód 136:132 | Shaquille O’Neal Los Angeles Lakers                                                                     |
| 54  | 2005 | Denver                                                                                                  | Nuggets                                                                                                 | Pepsi Center                                                                                            | Zachód – Wschód 115:125 | Allen Iverson Philadelphia 76ers                                                                        |
| 55  | 2006 | Houston                                                                                                 | Rockets                                                                                                 | Toyota Center                                                                                           | Zachód – Wschód 120:122 | LeBron James Cleveland Cavaliers                                                                        |
| 56  | 2007 | Paraside                                                                                                | bez klubu                                                                                               | Thomas & Mack Center                                                                                    | Zachód – Wschód 153:132 | Kobe Bryant Los Angeles Lakers                                                                          |
| 57  | 2008 | Nowy Orlean                                                                                             | Hornets                                                                                                 | New Orleans Arena                                                                                       | Zachód – Wschód 128:134 | LeBron James Cleveland Cavaliers                                                                        |
| 58  | 2009 | Phoenix                                                                                                 | Suns | US Airways Center                                                                                       | Zachód – Wschód 146:119 | Kobe Bryant Los Angeles Lakers Shaquille O’Neal Phoenix Suns                                            |
| 59  | 2010 | Arlington                                                                                               | Mavericks                                                                                               | Cowboys Stadium                                                                                         | Zachód – Wschód 139:141 | Dwyane Wade Miami Heat                                                                                  |
| 60  | 2011 | Los Angeles                                                                                             | Lakers, Clippers                                                                                        | Staples Center                                                                                          | Zachód – Wschód 148:143 | Kobe Bryant Los Angeles Lakers                                                                          |
| 61  | 2012 | Orlando                                                                                                 | Magic                                                                                                   | Amway Center                                                                                            | Zachód – Wschód 152:149 | Kevin Durant Oklahoma City Thunder                                                                      |
| 62  | 2013 | Houston                                                                                                 | Rockets                                                                                                 | Toyota Center                                                                                           | Zachód – Wschód 143:138 | Chris Paul Los Angeles Clippers                                                                         |
| 63  | 2014 | Nowy Orlean                                                                                             | Pelicans                                                                                                | Smoothie King Center                                                                                    | Zachód – Wschód 155:163 | Kyrie Irving Cleveland Cavaliers                                                                        |
| 64  | 2015 | Nowy Jork                                                                                               | Knicks, Nets                                                                                            | Madison Square Garden                                                                                   | Zachód – Wschód 163:158 | Russell Westbrook Oklahoma City Thunder                                                                 |
| 65  | 2016 | Toronto                                                                                                 | Raptors                                                                                                 | Air Canada Centre                                                                                       | Zachód – Wschód 196:173 | Russell Westbrook Oklahoma City Thunder                                                                 |
| 66  | 2017 | Nowy Orlean                                                                                             | Pelicans                                                                                                | Smoothie King Center                                                                                    | Zachód – Wschód 192:182 | Anthony Davis New Orleans Pelicans                                                                      |
| 67  | 2018 | Los Angeles                                                                                             | Lakers, Clippers                                                                                        | Staples Center                                                                                          | Team LeBron – Team Stephen 148:145 | LeBron James Cleveland Cavaliers                                                                        |
| 68  | 2019 | Charlotte                                                                                               | Hornets                                                                                                 | Spectrum Center                                                                                         | Team LeBron – Team Giannis 178:164 | Kevin Durant Golden State Warriors                                                                      |
| 69  | 2020 | Chicago                                                                                                 | Bulls                                                                                                   | United Center                                                                                           | Team LeBron – Team Giannis 157:155 | Kawhi Leonard Los Angeles Clippers                                                                      |
| 70  | 2021 | Atlanta                                                                                                 | Hawks                                                                                                   | Philips Arena                                                                                           | Team LeBron – Team Durant 170:150 | Janis Andetokunmbo Milwaukee Bucks                                                                      |
| 71  | 2022 | Cleveland                                                                                               | Cavaliers                                                                                               | Quicken Loans Arena                                                                                     | Team LeBron – Team Durant 163:160 | Stephen Curry Golden State Warriors                                                                     |
| 72  | 2023 | Salt Lake City                                                                                          | Jazz | Vivint Smart Home Arena                                                                                 | Team LeBron – Team Giannis 175:184 | Jayson Tatum Boston Celtics                                                                             |
| 73  | 2024 | Indianapolis                                                                                            | Pacers                                                                                                  | Lucas Oil Stadium                                                                                       | Zachód – Wschód 186:211 | Damian Lillard Milwaukee Bucks                                                                          |
| 74  | 2025 | San Francisco                                                                                           | Warriors                                                                                                | Chase Center                                                                                            | Pierwszy półfinał Team Barkley - Team Smith 41:32 Drugi półfinał Team O'Neal - Team Rising Stars Challenge 42:35 Finał Team O'Neal - Team Barkley 41:25 | Stephen Curry Golden State Warriors                                                                     |
| 75  | 2026 | Inglewood                                                                                               | Clippers                                                                                                | Intuit Dome                                                                                             | | |
| 76  | 2027 | Phoenix                                                                                                 | Suns | Footprint Center                                                                                        | | |

### Lista graczy z największą liczbą występów w meczach gwiazd
(nie są wliczane powołania do udziału w spotkaniach, a jedynie spotkania, w których zawodnicy faktycznie wystąpili – stan na wrzesień 2021)
pogrubienie – oznacza nadal aktywnego zawodnika
- 18 – Kareem Abdul-Jabbar, LeBron James
- 15 – Kobe Bryant, Tim Duncan, Kevin Garnett
- 14 – Dirk Nowitzki, Michael Jordan
- 13 – Wilt Chamberlain, Bob Cousy, John Havlicek
- 12 – Jerry West, Shaquille O’Neal, Karl Malone, Elvin Hayes, Hakeem Olajuwon, Oscar Robertson, Bill Russell, Dwyane Wade
- 11 – Magic Johnson, Moses Malone, Dolph Schayes, Isiah Thomas, Elgin Baylor, Julius Erving, Bob Pettit
- 10 – Larry Bird, Hal Greer, David Robinson, John Stockton, Ray Allen, Paul Pierce, Kevin Durant, Chris Paul
- 9 – Charles Barkley, Patrick Ewing, Allen Iverson, Paul Arizin, Clyde Drexler, Jason Kidd, George Gervin, Robert Parish, Gary Payton, Lenny Wilkens, Russell Westbrook, Chris Bosh, Carmelo Anthony, James Harden

### Gospodarze aren
| Ile | Gospodarz    | Miasto                                        | Rok                                |
| --- | ------------ | --------------------------------------------- | ---------------------------------- |
| 6   | Hawks        | Saint Louis, Atlanta                          | 1958, 1962, 1965, 1978, 2003, 2021 |
| 6   | Lakers       | Los Angeles, Inglewood                        | 1963, 1972, 1983, 2004, 2011, 2018 |
| 5   | Knicks       | Nowy Jork                                     | 1954, 1955, 1968, 1998, 2015       |
| 4   | Celtics      | Boston                                        | 1951, 1952, 1957, 1964             |
| 4   | Rockets      | San Diego, Houston                            | 1971, 1989, 2006, 2013             |
| 4   | 76ers        | Syracuse, Filadelfia                          | 1961, 1970, 1976, 2002             |
| 4   | Warriors     | Filadelfia, Daly City, Oakland, San Francisco | 1960, 1967, 2000, 2025             |
| 4   | Clippers     | Los Angeles, Inglewood                        | 2004, 2011, 2018, 2026             |
| 4   | Suns         | Phoenix                                       | 1975, 1995, 2009, 2027             |
| 3   | Pistons      | Fort Wayne, Detroit                           | 1953, 1959, 1979                   |
| 3   | Wizards      | Baltimore, Landover, Waszyngton               | 1969, 1980, 2001                   |
| 3   | Bulls        | Chicago                                       | 1973, 1988, 2020                   |
| 3   | Cavaliers    | Richfield, Cleveland                          | 1981, 1997, 2022                   |
| 3   | Hornets      | Charlotte, Nowy Orlean                        | 1991, 2008, 2019                   |
| 2   | Kings        | Rochester, Cincinnati                         | 1956, 1966                         |
| 2   | SuperSonics  | Seattle                                       | 1974, 1987                         |
| 2   | Nets         | East Rutherford, Nowy Jork                    | 1982, 2015                         |
| 2   | Nuggets      | Denver                                        | 1984, 2005                         |
| 2   | Pacers       | Indianapolis                                  | 1985, 2024                         |
| 2   | Mavericks    | Dallas, Arlington                             | 1986, 2010                         |
| 2   | Magic        | Orlando                                       | 1992, 2012                         |
| 2   | Utah Jazz    | Salt Lake City                                | 1993, 2023                         |
| 2   | Pelicans     | Nowy Orlean                                   | 2014, 2017                         |
| 1   | Bucks        | Milwaukee                                     | 1977                               |
| 1   | Heat         | Miami                                         | 1990                               |
| 1   | Timberwolves | Minneapolis                                   | 1994                               |
| 1   | Spurs        | San Antonio                                   | 1997                               |
| 1   | bez klubu    | Paraside                                      | 2007                               |
| 1   | Raptors      | Toronto                                       | 2016                               |